# Tratado de Washington sobre la Propiedad Intelectual respecto de los Circuitos Integrados
El Tratado de Washington sobre la Propiedad Intelectual respecto de los Circuitos Integrados, abreviado por sus inglés IPIC, es un tratado internacional adoptado el 26 de mayo de 1989 en la ciudad de Washington, Estados Unidos, con el objetivo de otorgar protección de propiedad intelectual a los esquemas de trazado de circuitos integrados, también conocidos como topografías. El tratado no ha entrado en vigor dado que, hasta septiembre de 2020, el instrumento ha sido firmado solamente por 8 países y solamente lo han ratificado 3 estados de los 5 requeridos para el inicio de su vigencia.
Si bien no ha entrado en vigor, las disposiciones de este tratado fueron integrados al Acuerdo sobre los Aspectos de los Derechos de Propiedad Intelectual relacionados con el Comercio (TRIPS) de 1994.

## Países miembros
El tratado fue firmado por 8 países: China, Egipto, Ghana, Guatemala, India, Liberia, Serbia y Zambia; no obstante, solo tres países se han adherido o ratificado: Bosnia y Herzegovina, Egipto y Santa Lucía.